# 최영주 (서울특별시의원)
최영주(崔榮柱, 1957년 6월 26일 ~ )는 대한민국의 전직 정치인 출신인데, 전직 새정치민주연합 상임고문 겸 상임위원 등을 거쳐 현재 더불어민주당 상임고문 겸 당무위원 등을 지내고 있으며, 지난날 전직 초선 서울특별시 강남구의회 제6대 강남구의원 등을 지낸, 전직 초선 서울특별시의회 제10대 서울특별시의원(재임: 2018년 7월 1일 ~ 2022년 6월 30일)이었었다.

## 경력
- 2010년 7월 1일 ~ 2014년 6월 30일 : 제6대 서울 강남구의회 초선 구의회의원
- 2018년 7월 1일 ~ 2022년 6월 30일 : 제10대 서울특별시의회 초선 시의회의원

## 역대 선거 결과
|  | 35.56% |

|  | 56.99% |